# Jean-Pierre Azéma
Pour les articles homonymes, voir Azéma.
Jean-Pierre Azéma, né le 30 septembre 1937 à Paris et mort le 14 juillet 2025 dans la même ville, est un historien français, spécialiste de la Seconde Guerre mondiale en France et figure marquante de la recherche historique.
Parmi ses ouvrages figurent La Collaboration (1975), Vichy (1997), 1940, l'année noire (2010), L'Occupation expliquée à mon petit-fils (2012) ainsi que des biographies de Jean Cavaillès, héros de la Résistance, et de Jean Moulin (2003).

## Biographie

### Famille
Élevé par sa grand-mère, Jean-Pierre Azéma connait les privations lors de l'enfance puis l'internat.
Il est le fils d'un journaliste célèbre, Jean-Henri Azéma (1913-2000), militant de l’Action française, qui fréquente les écrivains Robert Brasillach et Pierre Drieu la Rochelle puis devient un pilier du régime de Philippe Pétain pendant la Seconde Guerre mondiale, au service du journal Je suis partout, et une voix de Radio Paris. Jean-Henri Azéma fuit la France à la Libération, s’engageant dans la Waffen-SS, gagnant l’Allemagne puis la Suisse, et s’exilant en Argentine, condamné par contumace à la prison à perpétuité par la Justice française. Son fils ne le revoit qu'en 1968 en Argentine. « En causant, causant, causant, j’ai mieux compris ce qui avait pu le motiver. Cela a permis des relations plus saines », indique l'historien au magazine L'Histoire en 1988.
Interrogé par le quotidien La Croix en 2012 sur le fait d'être devenu « Monsieur Seconde Guerre mondiale », il a précisé n'avoir pas choisi la période pour « débrouiller » son histoire familiale, en rappelant qu'elle est compliquée, mais indiqué qu'« un certain Sigmund dirait certainement que cela a dû beaucoup compter ».
La mère de Jean-Pierre Azéma a traduit en 1972 La France de Vichy de Robert Paxton paru la même année en anglais, qui déclenche une « onde de choc dans la société française », en montrant comment le régime de Vichy « rechercha la collaboration avec l'occupant, devançant même les demandes nazies ». Son ami l'historien Michel Winock, directeur de collections aux éditions du Seuil, le contacte pour lui demander de jauger l'ouvrage de sa mère avant de le publier.
Jean-Pierre Azéma, qui se dit lui-même « fils de la guerre », est père de trois enfants.

### Études
Après avoir été pensionnaire dans plusieurs collèges et lycées, il intègre en classe de première le lycée Lakanal de Sceaux (Seine-et-Oise) où il se lie d'amitié avec le futur historien Michel Winock. Tous deux cosigneront leurs premiers ouvrages, à commencer par Les Communards (Seuil, 1964).
Après une hypokhâgne et une khâgne, il passe l'agrégation d’histoire en 1961.

### En 1967, séminaire de René Rémond à l'IEP
Jeune historien, il suit en 1967 le séminaire que René Rémond (1918-2007) consacra au gouvernement de Vichy à l'Institut d'études politiques de Paris (IEP) qui pour lui s’avéra décisif, l'amenant à « s'immerger dans la période, au risque de dénoncer très tôt une littérature qui l'irritait par son manque de rigueur et ses engagements partisans ». Il décide de défricher « sans œillères ni parti pris toute information d'où qu'elle provienne ».

### Enseignement dans des lycées puis le monde universitaire
Après avoir intégré l’enseignement secondaire à Troyes, il revient en région parisienne pour enseigner au lycée Lakanal de Sceaux puis au lycée Henri-IV à Paris, avant de devenir professeur des universités, en particulier à l'Institut d'études politiques.
En 1975, l'ouvrage La Collaboration, 1940-1944, édité par les Presses universitaires de France, « fait autorité, l’érigeant en figure majeure des chercheurs sur la période ».

### En 1987, thèse d’État surLa France des années sombres
Il soutient sa thèse d’État, intitulée La France des années sombres, 1938-1948, en 1987 à l’IEP de Paris, sous la direction de René Rémond. Il devient ainsi spécialiste de la Seconde Guerre mondiale, plus particulièrement de l'histoire du régime de Vichy et de la Résistance. On compte parmi ses élèves Sylvie Lindeperg, Emmanuelle Picard, Alya Aglan et Florence Tamagne.

### Du «fichier juif» au procès de Maurice Papon
En 1995, Jean-Pierre Azéma fait partie de la commission présidée par René Rémond, chargée d'enquêter sur les fichiers ayant servi sous l'Occupation à la persécution des Juifs, commission dont le rapport fut rendu public. L'Insee y étant mis en cause, Jean-Pierre Azéma fut chargé d'un nouveau rapport sur le rôle du Service national des statistiques.
Fin 1997, au procès de Maurice Papon devant la cour d'assises de la Gironde, accusé de crime contre l’humanité, il fait partie des historiens cités par les parties civiles, aux côtés de Robert Paxton, Marc-Olivier Baruch, Philippe Burrin et René Rémond. Au cours du procès, Jean-Pierre Azéma établit une distinction entre les « vichysto-résistants » qui avaient « commencé par Vichy mais se sont rendu compte de leur aveuglement et qui ont choisi une autre voie », et le « vichysto-vichyste » Papon. Plus tard, une de ses thésardes, Johanna Barasz, approfondira cette catégorie.

### En 2003, biographie-enquête sur Jean Moulin
Dans sa démarche d’histoire orale consultant des témoins de l’époque, il fait la rencontre capitale de Daniel Cordier (1920-2020), résistant devenu galeriste, qui avait dirigé le secrétariat du président du Conseil national de la résistance, et qui l'aide à « rétablir une vérité malmenée depuis les affirmations d’Henri Frenay (1905-1988) qui, dans les années 1970, faisaient de Jean Moulin un agent crypto-communiste » et celles du livre de Thierry Wolton Le Grand Recrutement publié en 1993, qui tend à prouver qu'il était un agent soviétique. Il publie sa biographie-enquête sur Jean Moulin en 2003,. Il rappelle les enjeux strictement internes à la Résistance et parfaitement établis par les historiens pour prendre la défense de Pierre de Bénouville et s'indigner des thèses peu étayées ayant attendu sa mort pour « le piétiner ». En 2013 à la télévision, il rappelle la personnalité de Jean Moulin, fêtard et artiste. Lors d'une émission en 1993 sur France Inter, il est invité avec Daniel Cordier, qui se dit écœuré par les thèses de 1973 et 1993, en rappelant que Jean Moulin « s'est battu pour cette liberté qui permet aujourd'hui à n'importe qui de dire impunément n'importe quoi ».

### Mort
Jean-Pierre Azéma meurt à Paris le 14 juillet 2025 à l’âge de 87 ans.

## Spécificités et démarche personnelle
« C'était un historien exceptionnel, l'un des pionniers à écrire sur l'Occupation », selon Henry Rousso, autre spécialiste de la Seconde Guerre mondiale, tandis qu'Éric Anceau a rappelé que « ses cours et ses travaux sur la Seconde Guerre mondiale ont marqué plusieurs générations d'étudiants ». Le quotidien La Croix a souligné « l'un des premiers à défricher sérieusement l’histoire de Vichy, dès les années 1960 », se « distinguant notamment par sa connaissance des moindres recoins de cette période trouble de l’histoire ».
Ce travail conduit à la publication dès 1979 de « son maître ouvrage », De Munich à la Libération, qui lui offre un « vrai succès universitaire », devenant par la suite, selon Libération, une « figure marquante de la recherche historique ». Il a au total « consacré sa carrière à essayer d’éclairer la période de l’Occupation à travers ses deux versants, la Résistance et la collaboration ».
« Je ramassais la moindre information, je n’éliminais rien… Cela faisait partie du jeu d’essayer de comprendre l’ensemble du dispositif, les deux côtés, aussi bien Vichy que la Résistance », a expliqué Jean-Pierre Azéma, qui figure au Petit Larousse des noms propres. En 2004, il évoque aussi les synergies nécessaires entre histoire orale et travail sur les archives : « l'émotion, c’est très bien, et ça ne gêne pas le travail de l’historien. Parce que intégrer les mémoires émotives, passionnelles, passionnées donc injustes, souvent, ça fait partie de notre boulot. Il faut ensuite qu’on les transforme en histoire, c’est-à-dire en construction intellectuelle. Cela nous apporte une musique que les archives ne nous donnent pas ».

## Engagement politique
Au cours de ses années d'étudiant en histoire, il est bousculé par la vague de décolonisation et un admirateur de l’engagement de Pierre Mendès France dans cette voie. Durant la guerre d'Algérie (1954-1962), il milite à l’Unef et s’engage contre la torture, selon Le Monde.
Jean-Pierre Azéma a été en 1993 adhérent du Parti socialiste et n'a jamais caché être proche de la gauche française. En 2007, il a signé l'« appel des intellectuels » pour le vote en faveur de Ségolène Royal.

## Engagement contre l'instrumentalisation de l'histoire
Membre du conseil d'administration de l'association Liberté pour l'histoire, il est l'un des initiateurs de la pétition éponyme, demandant à ce que l'histoire ne soit pas instrumentalisée à des fins politiques, au moment où une loi[pas clair] sur le « rôle positif de la présence française » dans les territoires colonisés.
Professeur au Centre de formation des journalistes, il intervient dans les médias pour dénoncer toute « instrumentalisation » et demander l'abrogation de certains article des lois mémorielles : « Quand la loi édicte une vérité officielle, nous disons non », écrit-il alors dans Libération. Le jour de son investiture en mai 2007, le président de la République Nicolas Sarkozy annonce qu'il fera lire dans tous les lycées du pays, en début d'année scolaire, la dernière lettre du résistant Guy Môquet. Interviewé à ce sujet par Marie Drucker, Jean-Pierre Azéma exprime son désaccord avec cette décision prise sans consultation et susceptible d'être perçue comme « le fait du prince ». En 2023, lors des 80 ans de la mort de Jean Moulin, il prend la défense du gaulliste Pierre de Bénouville, mis en cause après sa mort, injustement et sans tenir compte du contexte.

## Commémoration
En juillet 2013, il est nommé président du comité historique de la mission interministérielle, chargé de préparer les célébrations du 70e anniversaire de la Résistance et de la Libération et le centenaire de la Première Guerre mondiale.

## Publications
- Les Communards, Paris, Le Seuil, 1964 (avec Michel Winock) (rééd. Thierry Marchaisse, « Octets », 2015).
- La IIIe République, Paris, Calmann-Lévy, 1970 ; nouvelle éd., 1991 (avec Michel Winock) (rééd. Thierry Marchaisse, « Octets », 2015).
- La Collaboration : 1940-1944, Paris, PUF, 1975.
- Nouvelle histoire de la France contemporaine, vol. 14 : De Munich à la Libération, 1938-1944, Paris, Le Seuil, coll. « Points. Histoire » (no 114), 1979, 412 p. (ISBN 2-02-005215-6, présentation en ligne).
- Histoire générale politique et sociale : la France des années sombres, les années 40, 1987.
- Les Communistes français de Munich à Châteaubriant : 1938-1941, 1987 (avec Antoine Prost et Jean-Pierre Rioux).
- « Vichy et la mémoire savante : quarante-cinq ans d'historiographie » dans Vichy et les Français, Paris, Fayard, 1992 (direction J.-P. Azéma avec François Bédarida) .
- « La France de Daladier », « Le choc armé et les débandades », « Le régime de Vichy », « Des résistances à la Résistance » dans La France des années noires, Paris, Le Seuil, 1993 (direction J.-P. Azéma avec François Bédarida).
- 1938-1948 : les années de tourmente : de Munich à Prague : dictionnaire critique, Paris, Flammarion, 1995 (direction J.-P. Azéma avec François Bédarida).
- Histoire de l'extrême-droite en France, Paris, Le Seuil, 1994 (sous la dir. de Michel Winock).
- Les Libérations de la France, Paris, Perrin, 1993 (avec Olivier Wieviorka).
- Vichy, 1940-1944, 1997 (avec Olivier Wieviorka).
- Jean Cavaillès résistant ou La pensée en actes, Paris, Flammarion, 2002 (sous la dir.).
- Jean Moulin : le politique, le rebelle, le résistant, Paris, Perrin, 2003.
- 6 juin 44, Paris, Perrin, 2004 (avec Robert Paxton, Philippe Burrin).
- 1940, l'année noire, Paris, Fayard, 2010.
- L'Occupation expliquée à mon petit-fils, Paris, Le Seuil, 2011.
- Vichy-Paris, les collaborations. Histoire et mémoires, André Versaille éditeur, 2012.

## Films et télévision
Passionné de cinéma, Jean-Pierre Azéma a participé, comme Robert Paxton, au documentaire de Claude Chabrol L'Œil de Vichy (1993), sélection sans commentaire des actualités du régime de Vichy, avant de devenir le conseiller historique de la série télévisée Un village français (France 3, 2009-2017).
- 1993 : L'Œil de Vichy, une sélection des actualités du régime de Vichy avec Claude Chabrol.
- Il a été plusieurs fois l'invité de Marc Ferro entre autres pour commenter les actualités de la France occupée rediffusées à la télévision au cours de son émission Histoire parallèle.
- 2009 à 2017 : Jean-Pierre Azéma est consultant historique de la série Un village français (diffusée sur France 3) retraçant la vie des habitants d'un village fictif du Jura pendant l'occupation allemande durant la Seconde Guerre mondiale. À ce titre, il introduit notamment de courtes séquences thématiques d'interview de témoins de l'occupation succédant aux diffusions des épisodes.